# Marius Descamps
Marius Louis Alfred Descamps, född 16 juni 1924 i Fruges (Pas-de-Calais), död 20 februari 1996 i Villeneuve-Saint-Georges (Val-de-Marne), var en fransk entomolog specialiserad på hopprätvingar. Efter doktorsexamen 1956 var han först verksam vid institutet Orstom, och från 1963 vid Muséum national d'histoire naturelle i Paris. 
Auktorsnamnet Descamps kan användas för Marius Descamps i samband med ett vetenskapligt namn inom zoologin; se Wikipedia-artiklar som länkar till auktorsnamnet.